# Qaasuitsup
Qaasuitsup era un comune della Groenlandia che, con i suoi 660 000 km² costituiva la municipalità più estesa del mondo.
Occupava la parte nordoccidentale dell'isola e confinava a nordest e ad est con il Parco nazionale della Groenlandia nordorientale, a sud-est con il comune di Sermersooq e a sud con quello di Qeqqata; era bagnato a sud-ovest dallo Stretto di Davis, a ovest dalla Baia di Baffin, e a nord-ovest dallo stretto di Nares che lo separava dall'isola di Ellesmere (Canada).
Nel territorio di Qaasuitsup si trovava il villaggio di Pituffik che ospita la Base aerea Thule, territorio danese amministrato dal governo degli Stati Uniti.
Il comune di Qaasuitsup fu istituito il 1º gennaio 2009 dopo la riforma municipale che ristrutturò l'aspetto amministrativo del territorio autonomo appartenente alla Danimarca.
Qaasuitsup nacque per fusione dei comuni di Kangaatsiaq, Aasiaat, Qasigiannguit, Ilulissat, Qeqertarsuaq, Uummannaq, Upernavik e Qaanaaq.
Oltre a essere stato il comune più grande del mondo e, a maggior ragione, dell'isola di Groenlandia, sulla quale si estendeva per circa un terzo della superficie, Qaasuitsup vantava anche la singolarità geografica di giacere su due fusi orari, UTC-4 e UTC-3, benché la stragrande parte della superficie comunale ricadesse in quest'ultimo.
A partire dal 1º gennaio 2018, Qaasuitsup Kommunia è stata suddivisa in due nuovi comuni: Avannaata Kommunia, che comprende Ilulissat, Uummannaq, Upernavik, Qaanaaq e gli insediamenti circostanti; e Kommune Qeqertalik, comprendente Aasiaat, Qasigiannguit, Qeqertarsuaq, Kangaatsiaq e gli insediamenti circostanti. 

## Villaggi e insediamenti
- Aappilattoq
- Aasiaat
- Akunnaaq
- Appaalissiorfik, disabitato dal 1923
- Ataa
- Attu
- Etah
- Iginniarfik
- Ikamiut
- Ikerasaarsuk (Kangaatsiaq)
- Ikerasaarsuk (Upernavik)
- Ikerasak
- Ilimanaq
- Illorsuit
- Ilulissat
- Innaarsuit
- Kangaatsiaq
- Kangerluk
- Kangersuatsiaq
- Kitsissuarsuit
- Kullorsuaq
- Moriusaq
- Naajaat
- Niaqornaarsuk
- Niaqornat
- Nuugaatsiaq
- Nuussuaq
- Oqaatsut
- Qaanaaq
- Qaarsut
- Qasigiannguit
- Qeqertaq
- Qeqertat
- Qeqertarsuaq
- Qeqertarsuaq (Qaanaaq)
- Qullissat
- Saattut
- Saqqaq
- Savissivik
- Siorapaluk
- Tasiusaq
- Ukkusissat
- Upernavik
- Upernavik Kujalleq
- Uummannaq